# Solanum betroka
Solanum betroka är en potatisväxtart som beskrevs av D'arcy och Rakot. Solanum betroka ingår i släktet skattor som ingår i familjen potatisväxter. Inga underarter finns listade i Catalogue of Life.